# Chaetocladius palestinae
Chaetocladius palestinae är en tvåvingeart som först beskrevs av Maurice Emile Marie Goetghebuer 1934.  Chaetocladius palestinae ingår i släktet Chaetocladius och familjen fjädermyggor. Inga underarter finns listade i Catalogue of Life.